# Oscar Fiedler
Oscar Fiedler, auch Oskar Fiedler, (3. Juni 1848 in Bautzen – 11. Juni 1906 in Königswinter) war ein deutscher Theaterschauspieler, Opernsänger (Bariton), Opernregisseur und Theaterleiter.

## Leben
Fiedler, der Sohn eines Tapezierers und Sattlers, nahm zuerst Unterricht bei Gustav Starcke in Dresden und dann bei Julius Stockhausen. Er wurde Baritonist, spielte aber auch sehr viele Liebhaberrollen.
Sein erstes Engagement hatte er in Görlitz, kam dann nach Magdeburg, Königsberg, Berlin (am Belle-Alliance-Theater stellte er auch zum ersten Mal den Rattenfänger von Hameln von Carl August Görner dar), Breslau, Nürnberg, Riga und 1890 nach Düsseldorf. Er wirkte dort als Sänger und Oberregisseur bis 1899 und leitete während dieser Zeit auch zwei Jahre diese Bühne selbständig.
1900 ging er nach Mannheim als Opernregisseur. 1903 ging er zurück nach Düsseldorf, um unter der Direktion Ludwig Zimmermann bis zu seinem Tod zu wirken.